# Schalbach
Pour l’article homonyme, voir Schalbach (Pichl bei Wels).
Schalbach est une commune française située dans le département de la Moselle, en région Grand Est.
Cette commune se trouve dans la région historique de Lorraine et fait partie du pays de Sarrebourg.

## Géographie

### Communes limitrophes
| Hirschland Bas-Rhin | Weyer Bas-Rhin     |               |
| Rauwiller Bas-Rhin  | Schalbach          | Veckersviller |
| Vieux-Lixheim       | Lixheim, Fleisheim | Bickenholtz   |

### Hydrographie
La commune est située dans le bassin versant du Rhin au sein du bassin Rhin-Meuse. Elle est drainée par l'Isch, le ruisseau l'Ellerbach, le ruisseau Muenchsgraben et le ruisseau Altmuehlbach.
L'Isch, d'une longueur totale de 27 km, prend sa source dans la commune de Lohr et se jette  dans la Sarre à Wolfskirchen, après avoir traversé onze communes.

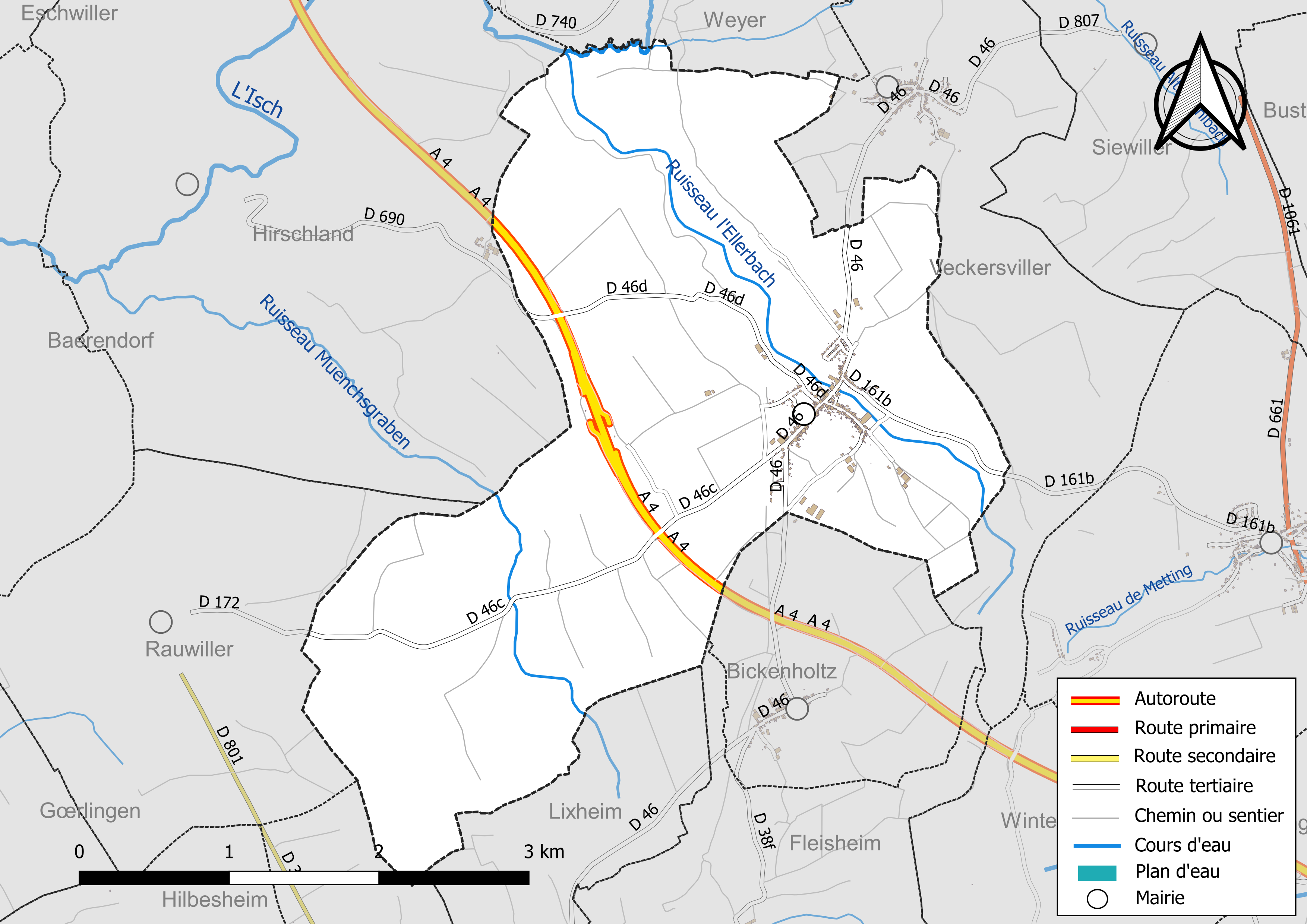
Réseaux hydrographique et routier de Schalbach.

La qualité des eaux des principaux cours d’eau de la commune, notamment de l'Isch, peut être consultée sur un site spécial géré par les agences de l’eau et l’Agence française pour la biodiversité.

### Climat
Pour des articles plus généraux, voir Climat du Grand Est et Climat de la Moselle.
En 2010, le climat de la commune est de type climat des marges montargnardes, selon une étude du Centre national de la recherche scientifique s'appuyant sur une série de données couvrant la période 1971-2000. En 2020, Météo-France publie une typologie des climats de la France métropolitaine dans laquelle la commune est exposée à un climat semi-continental et est dans la région climatique  Vosges, caractérisée par une pluviométrie très élevée (1 500 à 2 000 mm/an) en toutes saisons et un hiver rude (moins de 1 °C). 
Pour la période 1971-2000, la température annuelle moyenne est de 9,7 °C, avec une amplitude thermique annuelle de 17,2 °C. Le cumul annuel moyen de précipitations est de 920 mm, avec 11,8 jours de précipitations en janvier et 10,1 jours en juillet. Pour la période 1991-2020, la température moyenne annuelle observée sur la station météorologique de Météo-France la plus proche, « Berg », sur la commune de Berg à 8 km à vol d'oiseau, est de 10,4 °C et le cumul annuel moyen de précipitations est de 801,8 mm. 
La température maximale relevée sur cette station est de 37,4 °C, atteinte le 25 juillet 2019 ; la température minimale est de −16,8 °C, atteinte le 7 février 2012,,. 
Les paramètres climatiques de la commune ont été estimés pour le milieu du siècle (2041-2070) selon différents scénarios d'émission de gaz à effet de serre à partir des nouvelles projections climatiques de référence DRIAS-2020. Ils sont consultables sur un site spécial publié par Météo-France en novembre 2022.

## Urbanisme

### Typologie
Au 1er janvier 2024, Schalbach est catégorisée commune rurale à habitat dispersé, selon la nouvelle grille communale de densité à sept niveaux définie par l'Insee en 2022.
Elle est située hors unité urbaine. Par ailleurs la commune fait partie de l'aire d'attraction de Sarrebourg, dont elle est une commune de la couronne,. Cette aire, qui regroupe 87 communes, est catégorisée dans les aires de 50 000 à moins de 200 000 habitants,.

### Occupation des sols
L'occupation des sols de la commune, telle qu'elle ressort de la base de données européenne d’occupation biophysique des sols Corine Land Cover (CLC), est marquée par l'importance des territoires agricoles (79,8 % en 2018), en augmentation par rapport à 1990 (78,9 %). La répartition détaillée en 2018 est la suivante : 
terres arables (31,5 %), prairies (28,2 %), zones agricoles hétérogènes (20,1 %), forêts (16,3 %), zones urbanisées (4 %). L'évolution de l’occupation des sols de la commune et de ses infrastructures peut être observée sur les différentes représentations cartographiques du territoire : la carte de Cassini (XVIIIe siècle), la carte d'état-major (1820-1866) et les cartes ou photos aériennes de l'IGN pour la période actuelle (1950 à aujourd'hui).

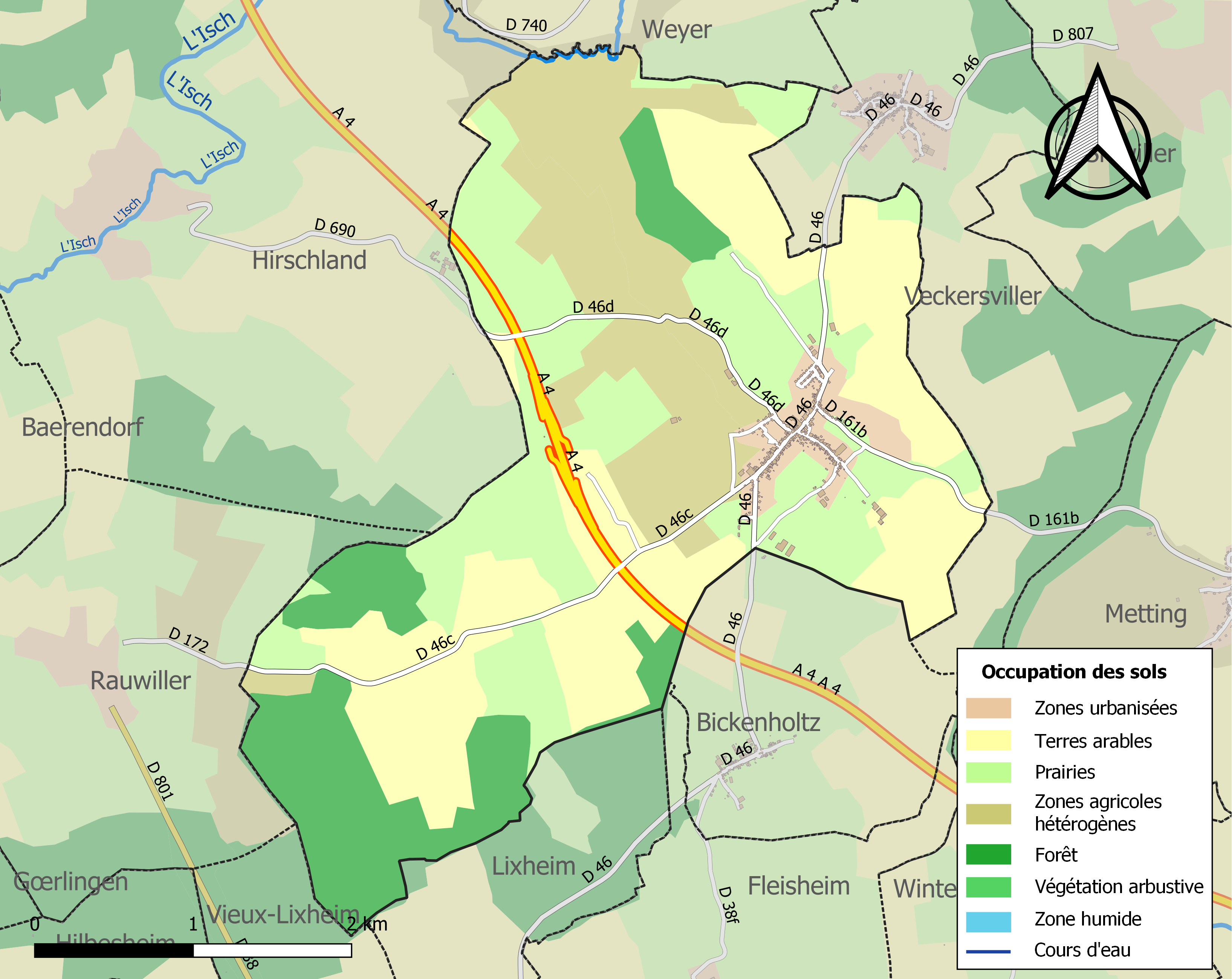
Carte des infrastructures et de l'occupation des sols de la commune en 2018 (CLC).

## Toponymie
- Schalhenbach vers 1050, Xalkembach en 1361, Schalkenbach et Schalckbach en 1664, Schalquenbach et Schailbach en 1719.
- Scholboch en francique lorrain.

## Histoire
- Village de Lorraine dans la seigneurie de Fénétrange.
- Réforme en 1563.
- Diane de Dommartin construisit une nouvelle église en 1604.
- combats le 21 novembre 1944 entre les troupes allemandes et le 12e régiment de cuirassiers de la 2e DB.

## Politique et administration
| Période                                  | Période   | Identité       | Étiquette | Qualité |
| ---------------------------------------- | --------- | -------------- | --------- | ------- |
| Les données manquantes sont à compléter. |           |                |           |         |
| mars 1995                                | mars 2008 | Bernard Witzel |           |         |
| mars 2008                                | En cours  | Gilbert Burger |           |         |

## Démographie
L'évolution du nombre d'habitants est connue à travers les recensements de la population effectués dans la commune depuis 1793. Pour les communes de moins de 10 000 habitants, une enquête de recensement portant sur toute la population est réalisée tous les cinq ans, les populations de référence des années intermédiaires étant quant à elles estimées par interpolation ou extrapolation. Pour la commune, le premier recensement exhaustif entrant dans le cadre du nouveau dispositif a été réalisé en 2004.

En 2022, la commune comptait 378 habitants, en évolution de +13,86 % par rapport à 2016 (Moselle : +0,52 %, France hors Mayotte : +2,11 %).
| 1793 | 1800 | 1806 | 1821 | 1831  | 1836 | 1841 | 1846 | 1851 |
| ---- | ---- | ---- | ---- | ----- | ---- | ---- | ---- | ---- |
| 623  | 705  | 932  | 635  | 1 010 | 908  | 910  | 940  | 888  |

| 1856 | 1861 | 1871 | 1875 | 1880 | 1885 | 1890 | 1895 | 1900 |
| ---- | ---- | ---- | ---- | ---- | ---- | ---- | ---- | ---- |
| 840  | 862  | 763  | 737  | 725  | 685  | 665  | 656  | 639  |

| 1905 | 1910 | 1921 | 1926 | 1931 | 1936 | 1946 | 1954 | 1962 |
| ---- | ---- | ---- | ---- | ---- | ---- | ---- | ---- | ---- |
| 620  | 563  | 521  | 506  | 481  | 486  | 443  | 424  | 373  |

| 1968 | 1975 | 1982 | 1990 | 1999 | 2004 | 2006 | 2009 | 2014 |
| ---- | ---- | ---- | ---- | ---- | ---- | ---- | ---- | ---- |
| 376  | 359  | 347  | 300  | 292  | 300  | 311  | 297  | 339  |

| 2019 | 2022 | - | - | - | - | - | - | - |
| ---- | ---- | - | - | - | - | - | - | - |
| 364  | 378  | - | - | - | - | - | - | - |

## Culture locale et patrimoine

### Lieux et monuments
- Vestiges gallo-romains : sarcophage, statues, villa.
- Église Saint-Gall 1760, agrandie en 1829.
- Église luthérienne, rue Principale construite entre 1839 et 1841.
- Synagogue, construite en 1802, aujourd'hui aliénée.
- Cimetière israélite créé au XIXe siècle.

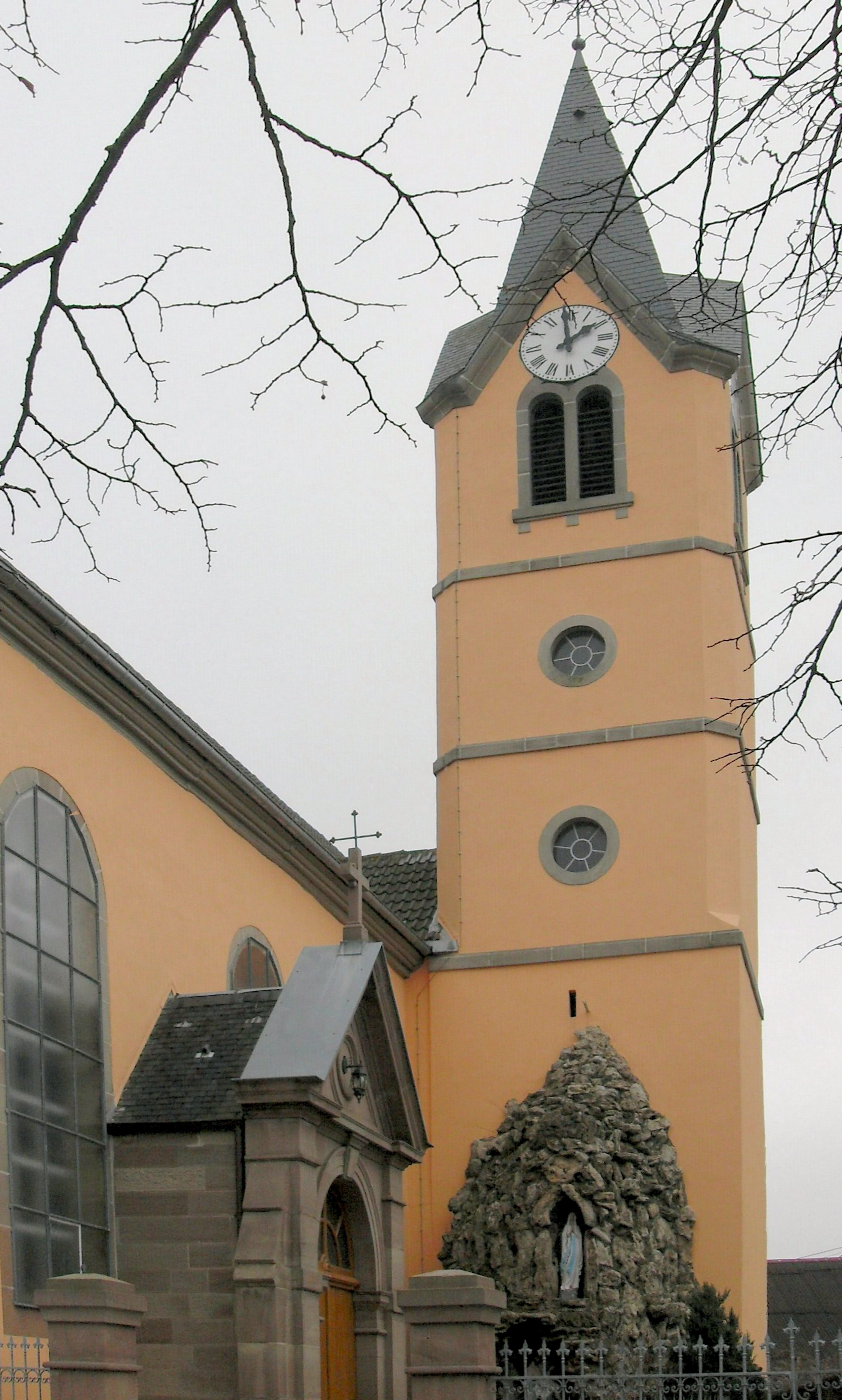
L'église Saint-Gall.
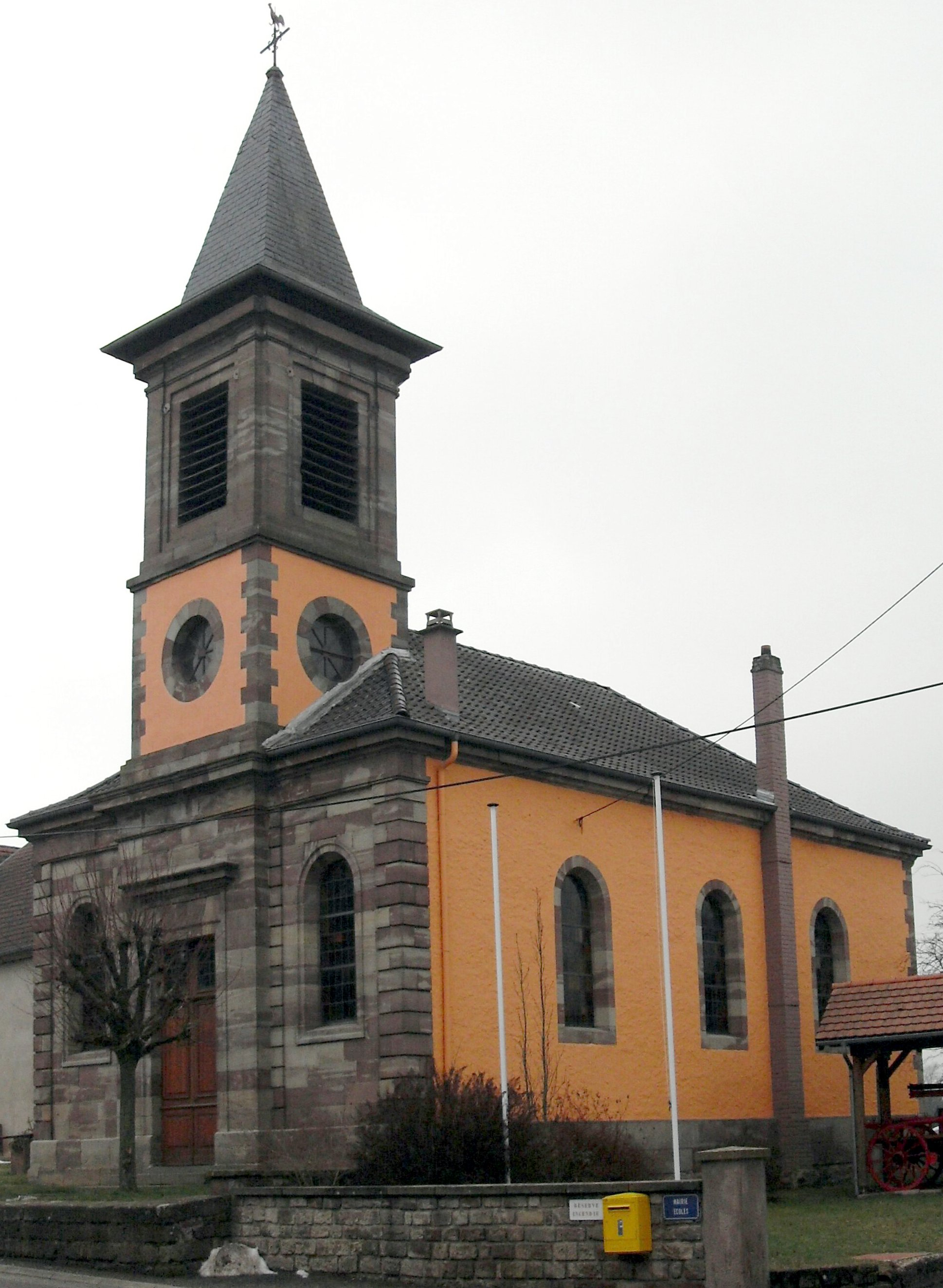
Église luthérienne.
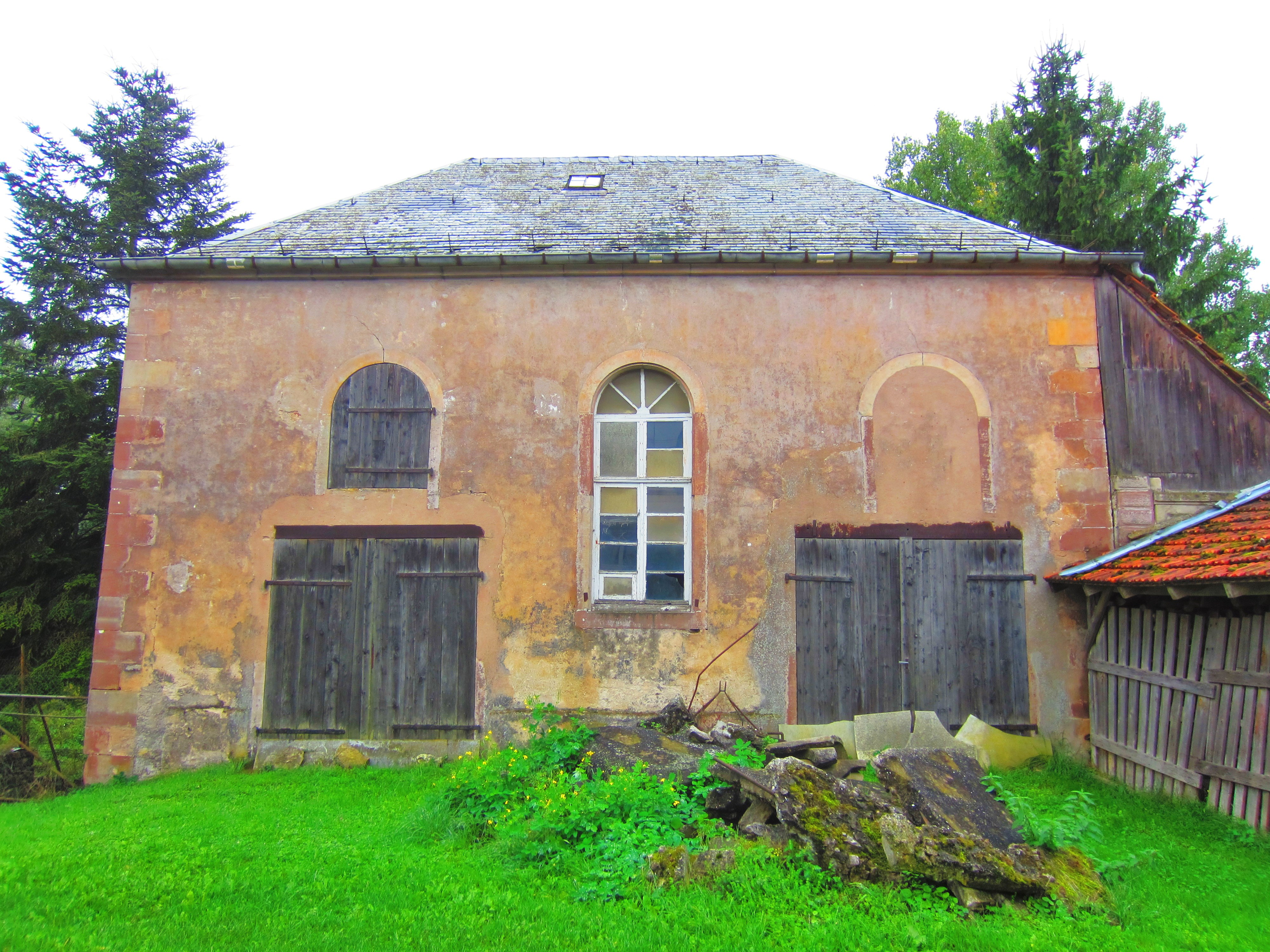
Ancienne synagogue.

### Héraldique
| Blason de Schalbach | Blason  | D'azur à la fasce ondée d'argent, surmontée d'un ours rampant d'or. |
| Blason de Schalbach | Détails | Le statut officiel du blason reste à déterminer.                    |

## Pour approfondir